# Wolfgang Ketterle
Wolfgang Ketterle (ur. 21 października 1957 w Heidelbergu) – niemiecki fizyk, profesor na Massachusetts Institute of Technology (MIT). W roku 2001 został wyróżniony Nagrodą Nobla w dziedzinie fizyki.

## Życiorys
Urodził się w Heidelbergu w Niemczech; uczęszczał do szkół w Heidelbergu i Eppelheim. W roku 1976 wstąpił na Uniwersytet Ruprechta Karla w Heidelbergu; dwa lata później przeniósł się na Uniwersytet Techniczny w Monachium, gdzie w roku 1982 uzyskał tytuł magistra. W roku 1986 zdobył doktorat w Instytucie Optyki Kwantowej w Garching bei München w ramach Instytutu Maxa Plancka. Następnie pracował naukowo w Garching bei München i Heidelbergu. W roku 1990 dołączył do grupy Davida E. Pritcharda w Naukowych Laboratoriach Elektronicznych MIT, a w roku 1993 – do kadry naukowej wydziału fizyki MIT. Od roku 1998 jego stanowisko profesorskie jest sponsorowane przez fundusz Johna D. MacArthura. 
Pracuje nad nowymi metodami ochładzania, pułapkowania i manipulacji atomów, które pozwolą na poznanie właściwości ultrazimnej materii. Opracował metody ochładzania gazu umożliwiające otrzymanie kondensatu Bosego-Einsteina w rozrzedzonych gazach. W roku 1997 uzyskał kondensat Bosego-Einsteina dla 23Na, po raz pierwszy opisując jego właściwości falowe (dualizm korpuskularno-falowy). Zrobił pierwszy laser atomowy oraz zmierzył prędkość dźwięku, rozchodzącego się w kondensacie.
W roku 2001 otrzymał, wraz z C. Wiemanem i E. Cornellem, Nagrodę Nobla w dziedzinie fizyki za badania nad kondensatem Bosego-Einsteina. Ich odkrycia mają znaczenie dla konstruowania laserów atomowych i komputerów kwantowych o wielkiej mocy i niewielkich rozmiarach.